# Ibestad
Ibestad (tiếng Bắc Sami: Ivvárstáđiid suohkan) là một đô thị ở hạt Troms, Na Uy. Nó là một phần của khu vực truyền thống Hålogaland. Trung tâm hành chính của đô thị này là làng Hamnvik. Một số trong những làng lớn hơn trong Ibestad bao gồm Sørvika, Å, và Laupstad.
Đô thị này bao gồm hai hòn đảo của Andørja và Rolla, được nối với nhau bằng các đường hầm dưới biển Ibestad. Cầu nối Mjøsund Andørja để Salangen trên đất liền. Điểm cao nhất là ngọn núi Ibestad Langlitinden ở độ cao 1.276 m (4.186 ft) trên mực nước biển.